# Çò des de Mòre
Çò des de Mòre és una obra de Bausen (Vall d'Aran) inclosa a l'Inventari del Patrimoni Arquitectònic de Catalunya.

## Descripció
Casal adossat al vesant, de secció rectangular, amb la façana orientada a llevant paral·lela a la "capièra". Consta de dues plantes amb obertures de fusta sota arca de descàrrega i un "humarau" amb llucanes i una "humeneja" aixoplugat per una coberta d'encavallades de fusta que sosté una teulada de pissarra, de dues aigües. En el " penalèr" del carrer destaca un carreu que duu gravada la següent inscripció: ANNO 1812//MANUEL//AMIELL.

## Història
Els Amiell en l'edat moderna formaren el llinatge més representatiu de Bausen. L'any 1764 surt documentat un Manuel Amiell que fóra d'avantpassat directe del fundador d'aquesta casa.